# 低岩角
低岩角（英語：Low Rock Point），是南極洲的海岬，位於南喬治亞群島，處於徹奇灣入口處西部，由英國研究隊繪入地圖，該海岬由英國海外領土管轄。